# Margaret Giles
Margaret Giles, född 1868, död 1949, var en brittisk konstnär. 
Hon var målare och skulptör men är främst känd för sin design av medaljer, och deltog regelbundet i utställningar vid Royal Academy of Arts.